# ドラゴンクエストシリーズの呪文体系
ドラゴンクエストシリーズの呪文体系（ドラゴンクエストシリーズのじゅもんたいけい）では、ドラゴンクエストシリーズにおける様々な呪文を体系別に解説する。

## 作品における呪文の位置づけ
ロールプレイングゲームには様々な魔法・呪術が登場しているが、本シリーズでの魔法は詠唱が必要であるため、魔法そのものを「呪文」と呼ぶことが多い。
勇者、魔法使い、僧侶など使用可能な職業によって分類されることもあり、シリーズによっては複数の系統の呪文を身につけることもできる。味方のみならず、敵キャラクターにも呪文を使用するものが存在し、中には敵キャラクター専用の呪文も存在する。
呪文の扱いは作品によって様々であり、誰もが訓練次第で使えるようになる世界もあれば、呪文使用者自体が非常に珍しい世界もある。基本的に、経験値をためてキャラクターのレベルが上がることによって覚えるが、『VI』以降では「職業レベル」や「スキルポイント」によって覚えるケースもある。また、一部のイベントによって覚える呪文もある（これは特技についても同様である）。『IX』では職業のレベルアップによって覚えるようになったが他の職業では使えなくなった。また、3DS版『VII』では人間の上級職で習得できる大半の呪文・特技が他の職業では使えない仕様に変更されている。

## 呪文名の特徴
2012年に三省堂ウェブコラムにて、神戸市外国語大学英米学科教授の山口治彦は本シリーズの呪文の名称には以下の5つの特徴があると指摘している。
1. 真性型呪文である
2. ことば遊びがある
3. 短い
4. オノマトペの語感を利用している
5. 類似する呪文に階層性がある

1番目に関して、真性型呪文というのは山口による造語であり、一見しただけでは理解できない呪文を指し、反意語は普及型呪文である。
2番目に関して、山口は補助呪文の「マホカンタ」は「魔法」＋「カウンター」を合わせて略したもの、回復呪文の「ホイミ」は「休み」の「休」の字を「イ」と「ホ」に分割したうえで順序を逆さにしたものであるとし、脈絡なく呪文名を作成するのは困難であることや呪文の意味の覚えやすさから、ことば遊びが利用されていると指摘する。
3番目に関して、プラットホームの制限と実装の工夫（ドラゴンクエスト#容量削減を参照）から、『V』までは呪文の名称はどんなに長くても5文字までであり、『VI』以降で「マジックバリア」「メダパニーマ」「メラガイアー」等6文字以上の呪文が登場するが、7文字以内に収めているのは、表示画面に限りがあるからであると指摘する。
4番目に関して、例えば攻撃呪文の「メラ」「ヒャド」「バギ」はそれぞれ「メラメラ」「冷やっと」「バキッ」というオノマトペであり、これによって呪文の効能が予測されると指摘する。
このように山口は本シリーズの呪文は一見しただけでは理解できない名称を用いつつも、ことば遊びやオノマトペを利用することで、分かりにくさと分かりやすさを両立させていると評している。
5番目に関して、本作では語幹に当たる「メラ」に、語尾にあたる「ミ」や「ゾーマ」の部分が呪文の強度を表しているが、音節数の多い方が強いのは、同種のものを複数並べると後ろに置いた言葉の方が強く感じる言語の特性を利用していると指摘する。一方でこの例外として「ベホマ」と「ベホイミ」および「ヒャダイン」と「マヒャド」を挙げている。
「ベホマ」と「ベホイミ」に関して、山口は言葉を発する際のエネルギーが「イ」音で終わるベホイミよりも、「ア」音で終わるベホマの方が大きく重く感じるから「ベホマ」のほうが強いと考察している。また「ヒャダイン」と「マヒャド」に関しては、「マヒャド」の「マ」が「真」の意味であり、意味は音よりも優先されることがあるため、「マヒャド」が強いと考察している。
なおDragon Warriorとしてリリースされた初期シリーズの英語版では、オリジナルのような文字制限が無かったこともあり直接効果を示す英単語に英訳されている。その後、Dragon Questとしてリリースされるようになった後のシリーズでは独自のニュアンスを盛り込む形の翻訳が試みられておりローマ字表記や直訳ではなくメラをfrizz（ちぢれ髪）、ラナルータをTick-Tock（時計の音）と訳すなど、効果を連想させる言葉が使われている。一方でことば遊びによって生まれた「ホイミ」は英語では翻訳できないため、意味から名付けられている。

## 呪文の種類
以下では、ドラゴンクエストシリーズにおける呪文を体系別に解説する。呪文には相手を攻撃するものや状態異常を引き起こすもの、状態異常を回復させるもの、身体機能を向上させるものなどがある。呪文にはそれぞれ消費MP（マジックパワー）が定められており、呪文を使用するとその者のMPが消費MP分減算される。キャラクターの残りMPが呪文の消費MPよりも少ないと、呪文を使用することはできない。基本的にMPの自然回復がないため、宿屋に泊まって休息するか、アイテムで回復させる必要がある。
系統によって接頭語・接尾語がつく。それらが付与されたり、語尾が変化することで呪文の威力や効果範囲が区別されている。例えば魔法関係は「マホ〜」みんなで唱えるものは「ミナ〜」、威力が強くなるものは「ベ〜」「〜マ」がつく傾向がある。
『I』と『X』以外のシリーズ・外伝作品の敵1グループは、同じモンスターの種類の枠組みを2体以上団体として組まれている。
また、『X』と『どこパレ』の対象範囲は上記と異なり、対象の敵1体とその周辺にいる敵全体となっている。

### 攻撃呪文
火や氷、雷など放つことで相手に直接ダメージを与える。ほとんどのシリーズでは攻撃呪文のダメージは、呪文を受ける側に耐性がない限り使用者のレベルや能力に関係なく一定となっているが、『ドラゴンクエストVIII 空と海と大地と呪われし姫君』では「賢さ」、『ドラゴンクエストIX 星空の守り人』では「攻撃魔力（一部は回復魔力）」と、それぞれのステータスの数値によって威力が上下する。

#### ダメージ系（系統別）
モンスターには以下の呪文系統または属性ごとに耐性が設定されており、『IV』まで（リメイク含む）確率により100%のダメージを与えるか全く効かないかが決まる。『III』以降の属性の攻撃呪文の種類によって、初級・中級・上級・最上級（『IX』以降より初登場）までの一定のダメージ量が決まっている。『V』以降は耐性の強さによってダメージが増減する。『IX』以降の作品は使用者の攻撃魔力依存によってダメージ量が決まる。
『VIII』までは特技も含めて呪文系統ごとの耐性となっており、例えば火炎系でもメラ系は効いてもギラ系は効きにくいということもあったが、『IX』から炎・氷・風といった属性に大別され、攻撃呪文もそのいずれかに分類されるようになった。
メラ系
『III』で初登場。敵1体に圧縮された火球をぶつける。小級版「メラ」中級版「メラミ」上級版「メラゾーマ」、『ジョーカーシリーズ』『IX』以降では最上級版「メラガイアー」が登場する。一部の作品のモンスターは、メラを連発する「メラストーム」「メラゾストーム」「神速メラガイアー」「メラバースト」を使用する。
ギラ系
『I』で初登場。『I』『II』では「ギラ」が火の玉、「ベギラマ」が雷という設定になっていたが、『III』の「公式ガイドブック」の発売以降は高エネルギーの閃光という設定に統一され、一部の漫画作品でも熱（プラズマ）を操る上級の呪文として扱われ、ビーム状の熱線で攻撃する描写がなされている（『ダイの大冒険』『天空物語』）。『バトルロード』においては灼熱属性である。
『X』の各呪文は敵1体と一直線上にいる敵全体となっている。
小級版「ギラ（『I』は敵1体、『II』以降は敵1グループ）」中級版「ベギラマ（『I』は敵1体、『II』以降は敵1グループ）」、『III』で初登場する上級版「ベギラゴン（敵1グループ）」、『ジョーカー2』では最上級版の「ギラグレイド（敵1グループ）」が登場する。
イオ系
「イオナズン」が『II』で初登場。大気中の元素を魔法力で合成して核融合を引き起こし、相手の頭上に爆発を発生させることで敵を攻撃する。『III』以降の「イオナズン」は上級版。小級版の「イオ」と中級版「イオラ」は『III』以降に登場。最上級版「イオグランデ」は『ジョーカーシリーズ』『IX』以降の作品に登場する。
また『バトルロード2』で「真・イオナズン」、『バトルロードビクトリー』では「スーパーイオナズン」、『バトルロード』では、魔力吸収系の技と組み合わせた「真・イオナズン?」が登場する。
ヒャド系
『III』で初登場。氷塊や吹雪によって相手を攻撃する。小級版「ヒャド（敵1体）」中級版「ヒャダルコ（敵1グループ、『X』は対象範囲）」「ヒャダイン（敵全体）」上級版「マヒャド（HD2D版以外の『III』と『IV』は敵1グループ、『V』以降は敵全体、『X』は対象範囲）」があり、最上級版「マヒャデドス（敵全体、『X』は対象範囲）」は『ジョーカー』『IX』以降の作品に登場する。
バギ系
『II』で初登場。かまいたちを発生させ、敵1グループ（『X』は対象範囲）を切り裂く。『III』のバギは小級版、中級版「バギマ」上級版「バギクロス」は『III』以降に登場、最上級版「バギムーチョ」は『ジョーカーシリーズ』『IX』以降の作品に登場する。
デイン系
ライデイン、ギガデインが『III』で初登場。『ドラゴンクエストモンスターズシリーズ』では小級版の「デイン（敵1体）」が追加されたことで、中級版「ライデイン（『III』『IV』は敵1体、『V』以降は敵全体）」上級版「ギガデイン（『III』と『IV』は敵全体）」となる。聖なる力で雷雲を呼び寄せて電撃を落とす。ファミコン版『III』の発売当初のギガデインは「体内から敵を爆発させる」という設定だったが、「公式ガイドブック」発売以降は電撃の呪文に統一。『ジョーカー』では『ジョーカー3』を除き、電撃ではなく聖なる光の呪文となった。『X』の「デイン」「ミナデイン」以外の各呪文は対象範囲となっている。
また戦闘パーティー全員のMPを一定量消費する「ミナデイン」が『IV』以降に登場。『VIII』と『IX』に登場せず、『X』はVer.6.5のメインストーリーのみ登場する。
最上級版「ジゴデイン」は『X』以降に登場。『XI』の「ジゴデイン」は「ギガデイン」と「ジゴスパーク」の合体呪文となっている。
ドルマ系
『ジョーカーシリーズ』『IX』『X』『XI』で登場。敵1体に闇の力で攻撃する。攻撃モーションの『ジョーカー』は闇の力で地獄のいかづちを呼び、『IX』では闇の力で爆発を起こす。小級版「ドルマ」中級版「ドルクマ」上級版「ドルモーア」最上級版「ドルマドン」がある。
ジバリア系
『X』『XI』『イルルカ3D』（3DS版モンスターズ2）で登場。一定時間後に大地が爆発する結界を描く。『X』の各呪文は結界に描かれた足元にいる敵全体となっている。小級版「ジバリア（敵1体）」中級版「ジバリカ（敵1体）」上級版「ジバリーナ（敵全体）」最上級版「ジバルンバ（敵全体）」がある。またジバルンバが3回発動する「ジバルンバサンバ」が『X』で登場。
ベタン系
『ジョーカー2』に登場。敵1体に強力な重力を発生させ、相手を押し潰す。ベタンのみモンスター専用呪文として『X』にも登場。中級版「ベタドロン」上級版「ベタロール」最上級版「ベタランブル」がある。
元々は漫画『DRAGON QUEST -ダイの大冒険-』で登場した呪文で、「重圧呪文」という表記がなされていた。漫画で登場したのはベタンのみである。
ザバ系
『ジョーカー3』で登場。水しぶきをあげ、敵1体を攻撃する。小級版「ザバ」中級版「ザバラ」上級版「ザバラーン」最上級版「ザバトローム」がある。
ドガン系
『X』Ver.7.0より登場。敵1体に岩を落として攻撃する。小級版「ドガン」中級版「ドガント」上級版「ドガンテル」最上級版「ドガンタロス」がある。

#### ダメージ系（系統外）
以下は上記のような系統に分類されていないものである。
ドラゴラム、ドラゴザム
「ドラゴラム」は『III』で初登場。自分自身をドラゴンに変身させて炎などで敵を攻撃する。変身中は命令することはできない。『X』Ver.7では竜術師のゾーン技として登場する。
「ドラゴザム」は『星のドラゴンクエスト』で登場。氷ブレス属性で攻撃する。
コーラルレイン、メイルストロム
『VII』より登場。水流によってダメージを与える。コーラルレインの属性は岩系。メイルストロムの属性はバギ系。『X』の各呪文は対象範囲のバギ系で攻撃する。
ジゴフラッシュ
『VIII』にて敵のみが使う呪文。光を発して全体にダメージを与え、対象の耐性を無視して強制的に幻惑状態（マヌーサをかけられた状態）にする。
グランドクロス
『VI』より登場。一部の作品では呪文ではなく特技となっている。
特技として登場する作品が多いがジョーカーシリーズではバギとデイン属性の呪文となっている。
ジゴスパーク
『VI』より登場。一部の作品では呪文ではなく特技となっている。
ビッグバン
『VI』より登場。一部の作品では呪文ではなく特技となっている。
マダンテ、ミナダンテ、クラスマダンテ、プチマダンテ、ソードマダンテ
『VI』より登場。一部の作品では呪文ではなく特技となっている。詠唱者の全魔力を放出して大爆発を巻き起こす究極の呪文。禁断の呪文とも呼ばれる。『X』では無属性ではなく光属性となっている。
ミナダンテは『モンスターズ2』における単体攻撃であるマダンテの全体攻撃版。
クラスマダンテは『VIII』におけるチームモンスター「メタぞう」「はぐりん」「スマイル」による必殺技。
プチマダンテは『バトルロードII』及び『どこパレ』に登場。魔力を全て消費しない、マダンテの下級呪文。
ソードマダンテは『バトルロードII』に登場。戦士と魔法使いが協力して放つ究極必殺技。

絶対零度
『どこパレ』に登場。ヒャド系呪文。攻撃呪文耐性を1段階下げ、たまにボミエ・マホトーン効果を与える。
デモン・バースト
『どこパレ』に登場。イオ・デイン系の呪文。
イビルアイ
『どこパレ』に登場。ドルマ・吹雪ブレス系呪文。
彩蜂
『どこパレ』に登場。イオ・炎ブレス系の呪文。
災厄の焔
『どこパレ』に登場。ドルマ・炎ブレス系の呪文。
○○マータ
『ジョーカー3』で登場。大地攻撃呪文のジバリア系統・ドガン系統以外の「メラマータ」「ヒャドマータ」などの種類が存在する。

#### 合体呪文
メラハリケーン
『XI』で登場する連携技。メラとバギの合体呪文。
ダークデイン
『XI』で連携技として登場。ライデインとドルクマの合体呪文。
メドローア
『モンスターズ2』、『ジョーカー2』、『ソード』、『バトルロード』、『どこパレ』、『X』『XI』に登場。
火炎系の最強呪文メラゾーマと冷気系の最強呪文マヒャドを組み合わせ、臨界状態を発生させ対象を消滅させる極大消滅呪文。『X』は魔法使いの必殺技として登場する。
元々は漫画『DRAGON QUEST -ダイの大冒険-』のオリジナル呪文。同作中では火炎・氷属性はどちらも熱操作に分類される同系統の呪文であり、この系統の極大呪文がメドローアであるとしている。
メヒャド
『バトルロードII』に登場。上級職である賢者のみが使える特殊な合体呪文。メラミとヒャダインを組み合わせて発動する。
他にも賢者が使える合体呪文としてメギラ（メラ+ギラ）、バヒャド（バギ+ヒャド）、イホイミ（イオ+ホイミ）、ラリルマ（ラリホー+ドルマ）、ギマホーン（ギラ+マホトーン）、モシャサス(モシャス＋モシャス)、ボミオラ(ボミエ＋ボミエ)、スピオキルト(スクルト＋ピオリム＋バイキルト)、バイバーハ(バーハ＋バーハ)などがある。
クロスマダンテ
『XI』でベロニカとセーニャの連携技として登場。

#### 非ダメージ系
以下はダメージ以外の方法で戦闘から離脱させる特殊な攻撃呪文である。
ザキ系
ザラキが『II』で初登場。相手を即死させる。小級版のザキ（敵1体）は『III』、『ザラキ（敵1グループ）』は中級版、上級版のザラキーマ（敵全体）は『VI』で初登場。
FC版『II』の説明書では、血液を一瞬で凝固させる呪文と表記されていた。また、FC版『II』と『バトルロードII』では「即死」ではなく「即死するほどの大ダメージ」である。
メガンテ
『II』で初登場。自分の命を犠牲にして相手全体を消滅あるいは瀕死状態にさせる。
作品によって威力の描写に差があり、『ダイの大冒険』では「相手の身体に自分の生命エネルギーを送り込んで内側から爆破させる呪文」という設定から敵1体を道連れにすることしかできないが、『ロトの紋章』ではモンスターの大群をまとめて消し去るほどの威力がある。
成功率が大幅に向上したギガンテは『モンスターズ2』で初登場。
ニフラム
『III』で初登場。相手を光の彼方に消し去る。
バシルーラ
『III』で初登場。移動呪文のルーラを応用して相手を遠隔地に飛ばす。『X』では呪文と同様のバシルーラ屋という名称で登場する。

### 攻撃補助呪文
行動やステータスに制約をかけ、戦闘を有利にする呪文。戦闘中にのみ使用できる。
『VII』以降の作品では一定ターンが経過すると効力が失われるようになった。

#### 妨害系
ラリホー、ラリホーマ
ラリホー（敵1体）は第1作、ラリホーマ（敵1グループ、Xは対象範囲）は『IV』で初登場。相手を眠らせる。
メダパニ、メダパニーマ、メダパーニャ
メダパニ（敵1体）は『III』で初登場。メダパニーマは『VIII』で初登場。メダパーニャは『ジョーカー』で登場。『どこパレ』ではメダパニーマ以外の各呪文に登場。相手を混乱させる。
マヌーサ
『II』で初登場。敵1グループ（Xは対象範囲）を霧に包み、直接攻撃（打撃）の命中率を下げる。
マホトム、マホトーン
マホトーン（敵1グループ、Xは対象範囲）は第1作から、マホトム（敵1体）は『ジョーカー』『どこパレ』に登場。相手の呪文を封じ込め、使用不能にする。
ペスカトレ
『VIII』『どこパレ』に登場。相手の踊り（ふしぎなおどり、死のおどりなど）を封じ込める。特技の「おどりふうじ」と同じ。
ヴェレ系
『X』Ver.5.5前期より登場。小級版「ヴェレ」は敵1体に毒、中級版「ヴェレーノ」は対象範囲に毒、上級版「ヴェレノーマ」は対象範囲に猛毒にする。
マジャスティス、ギガジャティス
『VII』で登場。本来の開発目的は魔王を封印する為のもの。相手にかけられている補助呪文の効果をすべて打ち消す効果がある。
ダモーレ
『ジョーカー2』で登場。命令の際に相手のステータス（HP、MP、攻撃力、守備力、素早さ、賢さ、装備品）を見ることができる。
クモノ
『X』で登場。地面に仕掛けることで、上に乗った敵の動きを封じる。
ヘルメリト
3DS版『モンスターズ2』で登場。敵全体の「特性」が全く発動しなくなる。

#### ステータスダウン系
ダウンする効果は敵1体に1/2ダウン、敵1グループに対して1/4ダウンとなっている。
『X』は以下の各呪文に1/2や1/4ではなく、敵1体か対象範囲に1段階ダウンする効果となっている。
ルカニ、ルカナン
ルカナン（敵1グループ、『X』は対象範囲）は『II』、ルカニ（敵1体）は『III』で初登場。相手の守備力を下げる。
ボミエ、ボミオス
ボミオス（敵1グループ、『X』は対象範囲）は『III』で初登場。ボミエ（敵1体）は『IX』『XI』と『モンスターズ』シリーズに登場。相手の素早さを下げる。
ダウン、ダウンオール、ヘナトス、ヘナトール
ダウン（敵1体）、ダウンオール（敵1グループ）は『ジョーカー』『どこパレ』に登場。ヘナトス（敵1体）は『IX』『X』『XI』、ヘナトール（敵1グループ）は『ジョーカー3』『X』に登場。相手の攻撃力を下げる。
フール、マフール
『ジョーカー』『どこパレ』に登場。相手のかしこさを下げることで、呪文の効果を低下させる。
ディバインスペル、マジックハック、グレイトハック、バハック、フバハック
呪文に対する抵抗力を弱め、自分たちからの呪文を効きやすくする。ディバインスペルは『VIII』で初登場。マジックハックは『ジョーカー』、グレイトハックは『イルルカ』、バハック、フバハックは『ジョーカー3』に登場。
マホトラ
『III』で初登場。相手1体のMPを奪い取って自分のものにする。
『ジョーカー2プロフェッショナル』に登場した「ギガ・マホトラ」は敵単体のMPを4回吸収する。
『ドラゴンクエストモンスターズ1・2』に登場した「ベマホトラ」は「マホトラ」と、MP吸収特技マホトラおどりを同時に仕掛けることで発動する。
マホヘル
『ジョーカー2』に登場。敵1体の現在MPを1/3減らす。

### 補助呪文
味方のステータスなどを上げて戦闘をサポートする呪文。戦闘中にのみ使用でき、上昇したステータスは戦闘が終わると元に戻る。また、『VII』以降の作品では一定ターンが経過すると効力が失われるようになった。

#### ステータスアップ系
アップする効果は味方1人に1/2アップ、味方全員に1/4アップ、○○ーマは味方全員に1/2アップとなっている。
『X』は「バイキルト」○○ーマ以外の以下の各呪文に1/2や1/4ではなく、味方1人か味方全員に1段階づつ（最大2段階まで）アップする。
スカラ、スクルト、スカラーマ
スクルト（味方全員）は『II』、スカラ（味方1人）は『III』、スカラーマ（味方全員）は『どこパレ』で初登場。味方の守備力を上げる。
ピオラ、ピオリム、ピオリーマ
ピオリム（味方全員）は『III』で初登場。ピオラ（味方1人）は『IX』『X』『XI』と『モンスターズ』シリーズ、ピオリーマ（味方全員）は『スーパーライト』に登場。味方の素早さを上げる。
バイキルト、バイシオン
バイキルト（味方1人に2倍、『X』は味方1人に一気に2段階付与）は『III』で初登場。バイシオン（味方全員に1/4アップ、『X』は1段階付与）は『ジョーカー』『X』『XI』で登場。味方の攻撃力を上げる。
味方全員にバイキルトと同じ効果があるアイテム、「たたかいのドラム」は『V』HD2D版『III』に登場する。
バイシルド
『ソード』で登場。一定時間、主人公の盾を大きくする。
インテ、インテラ
『ジョーカー』『どこパレ』で登場。味方のかしこさを上げることで、呪文の効果を向上させる。
ズッシード
『X』に登場。味方1人の「おもさ」を上昇させることで、大型モンスターなどの移動に制限を与える行動がとれるようになる。
デビルズエフェクト
『どこパレ』に登場。味方全員の守備力・すばやさを1段階上げる。あくま系統の使用時に確率でテンション1段階アップする。

#### 防御・有利系
マホステ
『IV』『X』で登場。敵味方問わず、他者が自分にかけた呪文をすべて無効にする。1人に対して有効。『IV』の開発中は「マホナシ」という名前で紹介されていたことがある。
マホキテ
『V』で初登場。相手の呪文を受けたとき、その消費MPの分だけ自分のMPが回復する。
マホターン、マホカンタ
マホカンタは『III』で初登場、マホターンは『VI』『VII』で登場。他者がかけた呪文を術者にはね返す。
『III』の開発中は「マホテスマ」という名前で紹介されていたことがある。
アタックカンタ、アタカンタ
『ジョーカー』『どこパレ』に登場。受けた通常攻撃を攻撃者にはね返す。『ジョーカー3』では表記が「アタカンタ」。
バーハ、フバーハ
フバーハ（味方全員）は『III』で初登場、バーハ（味方1人）は『ジョーカー』『IX』『XI』に登場。炎や冷気といったブレス系の攻撃のダメージを軽減するバリアを張る。
マホバリア、マジックバリア
マジックバリア（味方全員）は『VI』で初登場し、攻撃呪文ダメージカットを1/4上昇する。マホバリアは『IX』で初登場し、攻撃呪文ダメージカットを1/2上昇する。
アストロン
『III』で初登場。味方全員（敵キャラクターが使う場合は自分自身のみ）を鉄のかたまりとし、一定ターンの間全ての攻撃を無効化するが、自分も一切の行動が不能になる。
モシャス
『III』及びFC版『IV』に登場。味方1人に変身し、HP・MPを除く能力、呪文・特技をコピーする。
『V』以降は敵のみが使用し、味方1人に上記と同様コピーする
マナスティス
『VII』のイベントにのみ登場。究極魔法と呼ばれる呪文であり、これを唱えると大陸一つを消し飛ばす程の強大な力を持った魔物へと変身する。マジャスティスの効果によってのみ解くことが出来る。
チェイン
『ジョーカー2プロフェッショナル』に登場。ターンの最後に発動し、次のターン、味方全員が連続で行動できるようになる。
デメキエル
3DS版『モンスターズ2』に登場。味方モンスターの持つ悪い特性（『ヘロヘロ』『強者のよゆう』など）が発動しなくなる。

### 回復呪文
味方の状態を回復させる呪文。以下の呪文は特に記述がない限り、戦闘中・移動中の両方に使用できる。
ホイミ系
「ホイミ」「ベホイミ」は第1作から登場。「ベホマ」は『II』で初登場。「ベホイム」は『IX』、「ベホイマ」は『ジョーカー2』から登場。「ホイミ」は小級版、「ベホイミ」「ベホイム」「ベホイマ」は中級版、「ベホマ」は上級版で味方1人のHP全回復。味方1人で「ベホマ」以外は回復量が異なり、『IX』以降の回復魔力の数値によって回復する量が多くなる。
「ベホマラー」「ベホマズン」は『III』で初登場。「ベホマラー」は味方全員にHPを回復し、『IX』以降の回復魔力の数値によって回復する量が多くなる。「ベホマズン」は味方全員にHP全回復するが、消費するMPが多くなっている。
リホイミ系
「リホイミ」「リベホイム」は『ジョーカー』からのモンスターズシリーズや『X』『XI』で登場。リベホイミは『X』で初登場。味方1人のHPを徐々に回復させていく。
キアリー
『II』で初登場。1人の毒、猛毒を治療する。
キアリク
『III』で初登場。麻痺を治療する。睡眠の治療効果（ザメハと同じ効果）を兼ねている作品もある。
キアラル
『モンスターズ』シリーズで登場。混乱状態を解消。戦闘中のみ使用できる。眠り状態からも復活させる。
ザメハ
『III』『IV』『IX』『X』『XI』で登場。寝ている味方を起こす。戦闘中のみ使用できる。
マホリー
『X』で登場。味方1人の呪文を封じられた状態（マホトーン）を解除させる。
マヌーハ
『X』『XI』で登場。味方1人の幻惑状態（マヌーサ）を解除させる。
ザオ系
「ザオリク」は『II』、「ザオラル」は『III』、「ザオ」は『X』で初登場。死んだ味方1人を蘇生させる。
FC版『II』の「ザオリク」は移動時のみ味方1人のHP1にして蘇生、FC版『III』以降の「ザオリク」は味方1人に100％の確率で蘇生し、HP全回復する。
「ザオ」はHP1として蘇生、「ザオラル」は最大HPの半分の数値として蘇生する。それぞれの呪文は成功率の確率で異なり、『IX』以降は回復魔力の数値によって蘇生する確率が上がる。
ザオリーマは『VI』『VIII』『スーパーライト』に登場。味方全員の蘇生とHP全回復（『VI』では戦闘パーティに出ている人数分のみ）の効果がある。
マスターゾーン
『VIII』で登場。味方全員にザオリーマとスクルト、敵全員にルカナンの効果。
「スマイル・ホイミン・ベホップ」のチーム編成時のみ使用可能な必殺技。
メガザル
『IV』で初登場。自分の命を犠牲にして仲間全員を蘇生かつHPを完全回復させる。
リザオラル
『ジョーカー2』で登場。この効果を受けた味方モンスターのHPが0になった時、自動で復活する。
シャナク
『III』『V』と『モンスターズ』シリーズで登場。
1人の呪いを解くために使われる呪文。『X』では失われた古代の呪文としてイベントでのみ登場する。
マホイミ、マホリク、マホイズン
『モンスターズ2』に登場。味方1人のMPを回復する。回復量は消費MPより小さい。『バトルロードII』のマホイミは必殺技として登場し、敵全員を攻撃する。
マホイミは漫画『DRAGON QUEST -ダイの大冒険-』で、過去に失われた呪文として名称だけが登場したのが初出だがその効果は「過剰な回復魔法力により生体組織を破壊する」攻撃呪文であり、『バトルロードII』の扱いに近い。
マホアゲル、マホヤル、マホヤズン
マホアゲルは『VIII』、マホヤルとマホヤズンは『ジョーカー』で登場。
マホトラとは逆の効果がある呪文で、自分のMPを他の味方1人に分け与える。
マフエル
『ジョーカー2』で登場。自分のMPを1使用し、自分自身のMPを少し回復する。
いにしえの祈り
『とこパレ』に登場。味方全員に戦闘不能以外の全ての状態異常およびHPを完全回復する。

### 移動呪文
以下に挙げられるのは移動中に使う呪文である。
ルーラ
第1作から登場。『III』以前までの効果が異なり、『I』はラダトーム城に戻り、『II』は最後にセーブした場所まで戻る。
『III』以降からは一度訪れた町や城を登録するようになり（一部では登録できない場所がある）、登録した場所を移動する。『III』『IV』は移動時だけでなく戦闘中にも使える。
『X』の作品に限って失われた古代呪文の一つとして語り継がれているが、呪文として登場しない。代わりに「ルーラ」の呪文を宿ったアイテム、「ルーラストーン」「メガルーラストーン」「バシッルーラストーン」が登場する。詳しい詳細は移動手段（ルーラストーン）を参照。
『ジョーカー2』では現在いる地形内のいざないの扉に飛ぶ「いざないルーラ」が登場する。
リレミト
第1作から毎回登場。ダンジョン（洞窟や塔、迷宮）の中から即座に入口まで脱出する。
トラマナ
『II』-『VII』『IX』で登場。毒の沼地やバリア床などで普通に歩くとダメージを受ける場所で、そのダメージを無効化する。
『X』では呪文として存在せず、上記と同様の効果のあるアイテム「トラマナミスト（『Xオンライン版』のみ）」「トラマナ石（『Xオフライン版』のみ）」が登場する。
ラナルータ、ラナリオン
『III』-『V』『テリーのワンダーランド3D』『イルルカ3D』で登場。昼と夜を逆転させる。
ラナリオンは『テリーのワンダーランド3D』で登場。天候の良悪を逆転させる（初出は漫画『DRAGON QUEST -ダイの大冒険-』）。
レミーラ
第1作で登場。洞窟内で主人公の周囲を明るく照らす。『不思議のダンジョン』では今いるフロアのマップ構造、モンスターやアイテムの位置が分かる。
レミラーマ
『VI』で初登場。唱えるとアイテムやお金が落ちている場所が一瞬だけ光る。『VII』とPS版『IV』ではモンスターの潜む井戸や本棚も光る。『モンスターズ』では異世界のマップを全て映し出す。
アバカム
『II』『III』に登場。鍵のかかっている扉を開ける。ただし、この呪文でも開かない扉もある。
トヘロス
第1作から登場。一定距離を進む間、自分たちより弱いモンスターが出現しないようにする。
インパス
『III』で初登場。発見した宝箱・壷の中身を判別する。青く光ればアイテム、黄色に光ればゴールド（お金）もしくは空、赤く光った場合はミミックやひとくいばこ、あくまのつぼなどのモンスターが擬装している『V』『VI』ではアイテムの鑑定も行う。
レムオル
『III』に登場。パーティ全員の姿が消える。
ステルス
『ジョーカー』『ジョーカー2』『テリーのワンダーランド3D』『イルルカ3D』に登場。モンスターのシンボルが自分たちを見つけられなくなる。
フローミ
『VI』『VII』とリメイク版『III』『V』で登場。洞窟や塔などで現在の地名や階層を知ることができる。

### その他
以上のどれにも属さない呪文である。
パルプンテ
『II』で初登場。複数種類の効果のうち、何が起こるかはわからない。『X』では遊び人の必殺技として登場する。
リバース
『ジョーカー2』に登場。敵味方全員、素早さや特性によって決められた行動順が逆になる。
シャッフル
『テリーのワンダーランド3D』に登場。敵味方全員、行動順がランダムになる。

## 漫画・アニメ作品で登場した呪文
派生した漫画・アニメ作品には、ゲーム作品に登場した呪文のほかにそれぞれのオリジナル呪文が登場している。それらについては、次の各リンク先を参照。
- DRAGON QUEST -ダイの大冒険- の呪文・技
- 『ドラゴンクエスト列伝 ロトの紋章』のオリジナル呪文
- アニメ『ドラゴンクエスト』（アベル伝説）のオリジナル呪文
- 漫画『ドラゴンクエストモンスターズ+』のオリジナル呪文
- 漫画『スライム冒険記』のオリジナル呪文

## 反響
情報サイトのインサイトおよびねとらぼが2021年に日常生活で使用したい呪文のアンケートを取った結果、インサイドでは全体の半数以上、ねとらぼでは得票率39.3%で、移動呪文のルーラが1位となった。寄せられたコメントには、ゲーム内と同様に「行きたい場所に行ける」「移動が楽になる」などの時間短縮が目的のほか、「地球温暖化が解消される」「満員電車を避けるため」など現代社会が抱える問題点解消が挙げられた。
そのほか、以下の呪文も現実世界で評価を得た。主に実生活に役立つような回復や補助系の呪文が多い。一方でねとらぼでは使用目的は不明ながら、攻撃呪文もランキング16位以内に入っている。
ホイミ（ねとらぼ） 、ベホマ（インサイド）
得票率15.2%で第2位（ねとらぼ）、「体力回復目的」（インサイド）
ねとらぼではベホマは第4位、ベホマズンは第6位、ベホイミは第7位
パルプンテ
得票率で第3位（ねとらぼ）、「予測不可能なのが面白そう」（インサイド）
ザオリク
得票率で第5位（ねとらぼ）、「死者を生き返らせられる」「蘇生を金儲けに使う」（インサイド）
ラリホー
得票率で第7位（ねとらぼ）、「不眠の解消」「他人にいたずらをする」（インサイド）
レムオル
得票率で第15位（ねとらぼ）、「一人になりたいときに使用」「使用目的は言えない」
ピオラ
「作業効率を上げたい」「運動能力を高めたい」
モシャス
「変身して面白い」「周りの反応をみたい」